# سیترازنیک اسید
سیترازنیک اسید (به انگلیسی: Citrazinic acid) با فرمول شیمیایی C۶H۵NO۴ یک ترکیب شیمیایی است. که جرم مولی آن ۱۵۵٫۱۱ g/mol می‌باشد. شکل ظاهری این ترکیب، پودر زرد است.